# Portel-des-Corbières
Portel-des-Corbières es una localidad y comuna francesa, situada en el departamento del Aude en la región de Languedoc-Rosellón y en la región natural de las Corbières.
A sus habitantes se les conoce por el gentilicio de Portelais y popularmente como 'moutons'.

## Cultura y productos
Es una comuna con grandes extensiones dedicadas al cultivo de cepas y vides, es un centro de producción vinícola de vins de pays, equivalente a la categoría española de "vinos de la tierra" de la denominación de origen Vin de pays des Coteaux du Littoral Audois, establecida por Decreto 2000/848 del 1 de septiembre de 2000.